# Tanzániai labdarúgó-szövetség
A tanzániai labdarúgó-szövetség (angolul: Tanzania Football Federation, azaz TFF) egy Tanzániában működő, labdarúgással foglalkozó, 1930-ban alapított sportszervezet. Korábbi elnevezése: Football Association of Tanzania volt. A labdarúgó-szövetség 1964 óta tagja az Afrikai Labdarúgó-szövetségnek (CAF), és a Nemzetközi Labdarúgó-szövetségnek (FIFA).
A szövetség irányítása alá tartozik a Tanzániai labdarúgó-válogatott és a nemzeti labdarúgó-bajnokság.

## Külső hivatkozások
- Tanzániai Labdarúgó-szövetség - hivatalos oldal
- Tanzánia a FIFA honlapján Archiválva 2014. április 7-i dátummal a Wayback Machine-ben
- Tanzánia a CAF honlapján